# 7월 26일
7월 26일은 그레고리력으로 207번째(윤년일 경우 208번째) 날에 해당한다.

## 사건
- 1847년 - 라이베리아가 독립하다.
- 1909년 - 국시단이 세워졌다.
- 1945년 - 미국, 영국, 중화민국 3개국이 포츠담 선언을 하다.
- 1953년 - 쿠바 혁명이 시작됐다.
- 1965년 - 몰디브가 영국으로부터 독립했다.
- 1993년 - 대한민국 전라남도 해남군에서 아시아나항공의 여객기가 추락하여 68명이 사망하고 5명이 부상당하였다.
- 1996년 - 강원도 철원군 군부대 뒷산에서 발생한 산사태가 내무반을 덮쳐 군인 20명이 사망했다.
- 2008년 - 인도 아마다바드에서 폭탄테러가 발생해 56명이 사망했다.
- 2013년 - 대한민국의 남권운동가 성재기가 서울 마포구 마포대교에서 투신 퍼포먼스를 벌이다 사망하였다.
- 2016년 - 일본 가나가와현 사가미하라 장애인 시설 살상 사건으로 19명이 살해되었다.

## 문화
- 1775년 - 미국 우체국 시스템이 설립되다.
- 1971년 - 미국의 유인 달 우주선 아폴로 15호가 발사되었다.
- 2005년 - STS-114 미션으로 디스커버리 우주왕복선이 발사되었다.
- 2019년 - 유벤투스와 k리그가 서울에서 경기를 치렀다.
- 2023년 - 새만금 남북도로 1, 2공구가 완전 개통되었다.
- 2024년 - 2024년 하계 올림픽 개막식이 개최되었다.

## 탄생
- 1487년 - 조선시대 중기의 무신, 인척 윤임. (~1545년)
- 1678년 - 신성 로마 제국 황제, 헝가리와 보헤미아의 왕 요제프 1세. (~1711년)
- 1753년 - 조선 정조의 후궁 의빈 성씨. (~1786년)
- 1855년 - 독일의 사회학자 페르디난트 퇴니에스. (~1936년)
- 1856년 - 아일랜드의 극작가겸 소설가 조지 버나드 쇼. (~1950년)
- 1875년 - 스위스의 정신의학자 카를 융. (~1961년)
- 1885년 - 프랑스의 소설가, 언론인 앙드레 모루아. (~1967년)
- 1894년 - 영국의 작가 올더스 헉슬리. (~1963년)
- 1916년 - 독일의 히틀러 청소년단원 헤르바르트 노르쿠스. (~1932년)
- 1919년 - 영국의 과학자 제임스 러브록. (~2022년)
- 1920년 - 대한민국의 문학평론가 조연현. (~1981년)
- 1925년 - 대한민국의 군인 이세호. (~2013년)
- 1928년
  - 대한민국의 언론인, 정치가 윤주영. (~2025년)
  - 미국의 영화 감독 스탠리 큐브릭. (~1999년)
  - 미국의 가수 조지프 잭슨. (~2018년)
- 1931년 - 일본의 체조 선수 오노 다카시.
- 1933년 - 일본의 야구 선수 요시다 요시오. (~2025년)
- 1938년 - 대한민국의 가수 겸 영화배우 김상범. (~2004년)
- 1939년 - 오스트레일리아의 정치인 존 하워드.
- 1941년 - 대한민국의 소설가 최창학. (~2020년)
- 1943년 - 영국의 밴드 롤링스톤스의 보컬 믹 재거.
- 1945년 - 영국의 배우 헬렌 미렌.
- 1949년
  - 타이의 기업인, 정치인 탁신 친나왓.
  - 영국의 대중음악가 로저 테일러.
- 1952년
  - 대한민국의 배우 명계남.
  - 루마니아의 배우 단 콘두라케.
- 1953년 - 대한민국의 축구 선수, 종교인, 행정가 이영무.
- 1954년 - 대한민국의 대학 총장 황선혜.
- 1955년
  - 대한민국의 소설가 박혜강. (~2024년)
  - 파키스탄의 정치인 아시프 알리 자르다리.
- 1956년 - 영국의 조각가, 사진작가, 환경운동가 앤디 골즈워디.
- 1957년 - 홍콩의 영화 배우, 영화 제작자 원표.
- 1958년 - 대한민국의 정치인, 법조인 이성재.
- 1959년
  - 미국의 배우 케빈 스페이시.
  - 일본의 전 축구 선수 소에지마 히로시.
- 1960년
  - 대한민국의 검사, 정치인 주광덕.
  - 대한민국의 한나라당 소속 제18대 국회의원 정옥임.
- 1964년
  - 대한민국의 의원 김영진.
  - 미국의 배우 샌드라 불럭.
- 1965년
  - 미국의 배우 제러미 피번.
  - 우크라이나의 군인 올렉산드르 시르스키.
- 1967년 - 영국의 배우 제이슨 스테이섬.
- 1969년
  - 대한민국의 아나운서 김성은.
  - 대한민국의 작가 이경희.
  - 미국의 야구 선수 트레이시 샌더스.
- 1970년
  - 대한민국의 배우 김광영.
  - 대한민국의 정치인 채현일.
- 1971년 - 대한민국의 영화 감독 이광일.
- 1972년 - 오스트레일리아의 배우 조니 파스볼스키.
- 1973년 - 잉글랜드의 배우 케이트 베킨세일.
- 1975년
  - 대한민국의 배우 최성호.
  - 영국의 정치인 리즈 트러스.
- 1977년 - 덴마크의 전 축구 선수 마르틴 라우르센.
- 1978년 - 대한민국의 배우 전익령.
- 1979년 - 대한민국의 배우 염지윤.
- 1980년
  - 대한민국의 배우 이동건.
  - 대한민국의 야구 선수 이진영.
  - 뉴질랜드의 정치인, 제40대 총리 저신다 아던.
  - 대한민국의 래퍼 지이.
  - 일본의 전직 축구 선수 아사히 다이스케.
- 1981년
  - 대한민국의 배우 최자혜.
  - 브라질의 축구 선수 마이콩 도글라스 시제난두.
- 1982년
  - 대한민국의 가수 로운.
  - 대한민국의 범죄자 이영학.
- 1983년 - 대한민국의 가수, 락밴드 김동명. (부활)
- 1984년 - 대한민국의 야구 선수 김대우.
- 1985년
  - 대한민국의 유도 선수 정경미.
  - 프랑스의 축구 선수 가엘 클리시.
  - 대한민국의 레이싱 모델 신선아.
- 1986년 - 대한민국의 아나운서 김지현.
- 1987년 - 일본의 축구 선수 가나쿠보 준.
- 1988년
  - 일본의 배우 아키모토 사야카.
  - 대한민국의 배우 김규선.
- 1989년 - 대한민국의 배우 전여빈.
- 1990년 - 대한민국의 만화가 마일로.
- 1991년 - 대한민국의 야구 선수 박준태.
- 1992년 - 대한민국의 가수 이보람.
- 1993년
  - 대한민국의 쇼트트랙 선수 박세영.
  - 미국의 가수 겸 배우 테일러 맘슨 (더 프리티 렉클리스).
  - 대한민국의 가수 안나.
- 1994년
  - 대한민국의 배우 신명성.
  - 대한민국의 배우 지예은.
- 1995년 - 대한민국의 바이올리니스트 양인모.
- 1996년 - 대한민국의 헤어디자이너 가빈.
- 1997년
  - 대한민국의 가수 이도.
  - 핀란드의 아이스하키 선수 세바스티안 아호.
- 1998년 - 대한민국의 리그 오브 레전드 프로게이머 플로리스.
- 1999년
  - 일본의 가수, 배우 야마시타 미즈키. (노기자카46)
  - 대한민국의 당구 선수 김예은.
- 2000년
  - 대한민국의 작곡가 박예찬.
  - 뉴질랜드의 배우 토머신 매켄지.
  - 조지아의 유도 선수 라샤 베카우리.
  - 이란의 태권도 선수 메흐란 바르호르다리.
  - 튀니지의 태권도 선수 피라스 카투시.
- 2004년 - 대한민국의 전직 배우 정준원.

## 사망
- 342년 - 동진의 제3대 황제 동진 성제. (321년~)
- 811년 - 비잔티움 제국의 황제 니키포로스 1세. (?~)
- 1863년 - 미국의 정치인이자 군인, 텍사스 독립전쟁의 영웅 샘 휴스턴. (1793년~)
- 1925년 - 독일의 수학자 고틀로프 프레게. (1848년~)
- 1941년 - 프랑스의 수학자 앙리 르베그. (1875년~)
- 1944년 - 이란의 왕 레자 샤 팔레비. (1877년~)
- 1993년 - 미국의 군인 매슈 리지웨이. (1895년~)
- 1997년 - 일본의 수학자 고다이라 구니히코. (1915년~)
- 2010년 - 대한민국의 군인, 정치인 장태완. (1931년~)
- 2013년 - 대한민국의 남권운동가 겸 역차별운동가 성재기. (1967년~)
- 2019년 - 미국의 성우 루시 테일러. (1944년~)
- 2020년 - 미국의 영화배우 올리비아 드 하빌랜드. (1916년~)
- 2021년
  - 대한민국의 공무원, 기업인 김기춘. (1955년~)
  - 미국의 음악가 조이 조디슨. (1975년~)
- 2022년 - 일본의 살인자 가토 도모히로. (1982년~)
- 2023년
  - 미국의 음악가 랜디 마이즈너. (1946년~)
  - 대한민국의 역사학자 유영익. (1936년~)
  - 아일랜드의 싱어송라이터, 작곡가 시네이드 오코너. (1966년~)
- 2025년 - 미국의 음악가 톰 레러. (1928년~)

## 기념일
- 쿠바 혁명 기념일: 쿠바
- 카르길 전쟁 전승 기념일: 인도
- 독립기념일: 1847년 미국에서 이주한 해방노예 출신의 흑인들이 건국, 라이베리아
- 독립기념일: 1965년 영국으로부터 독립, 몰디브
- 국제 맹그로브 생태계 보존의 날 : 맹그로브 생태계 보호를 위해 유네스코 총회에서 지정한 세계 자연 보호의 날.

## 같이 보기
- 전날: 7월 25일 다음날: 7월 27일 - 전달: 6월 26일 다음달: 8월 26일
- 음력: 7월 26일
- 모두 보기